# يويا إيشي
يويا إيشي (باليابانية: 石井裕也؛ بالكانا: いしい ゆうや) هو لاعب كرة قاعدة ياباني، ولد في 4 يوليو 1981 في كونان-كو في اليابان.

## وصلات خارجية
- يويا إيشي على موقع الدوري الياباني لكرة القاعدة (الإنجليزية)
- يويا إيشي على موقعبيزبول رفرنس.كوم (الدوري الثانوي) (الإنجليزية)